# Лёсс
Лёсс (нем. Löß или Löss — рыхлый, осыпающийся) — осадочная горная порода, алевролит слабой крепости, обычно песчаный, глинистый и сильно известковый, с высокой пористостью. Характерным свойством лёсса является просадочность при природной нагрузке. Залегает в виде покрова от нескольких метров до 50—100 м — на водоразделах, склонах и древних террасах долин.

## История

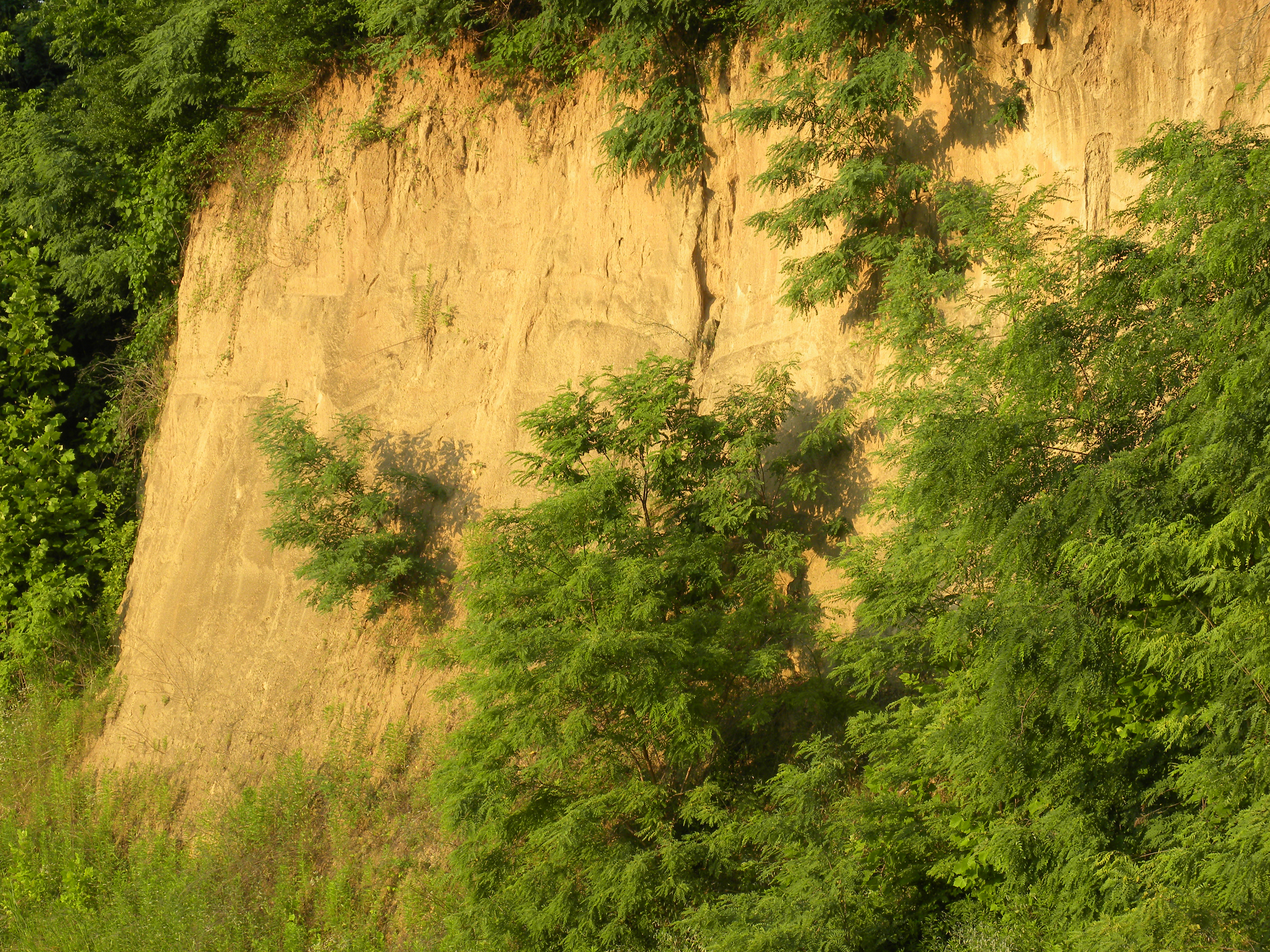
Лёсс в штате Миссисипи

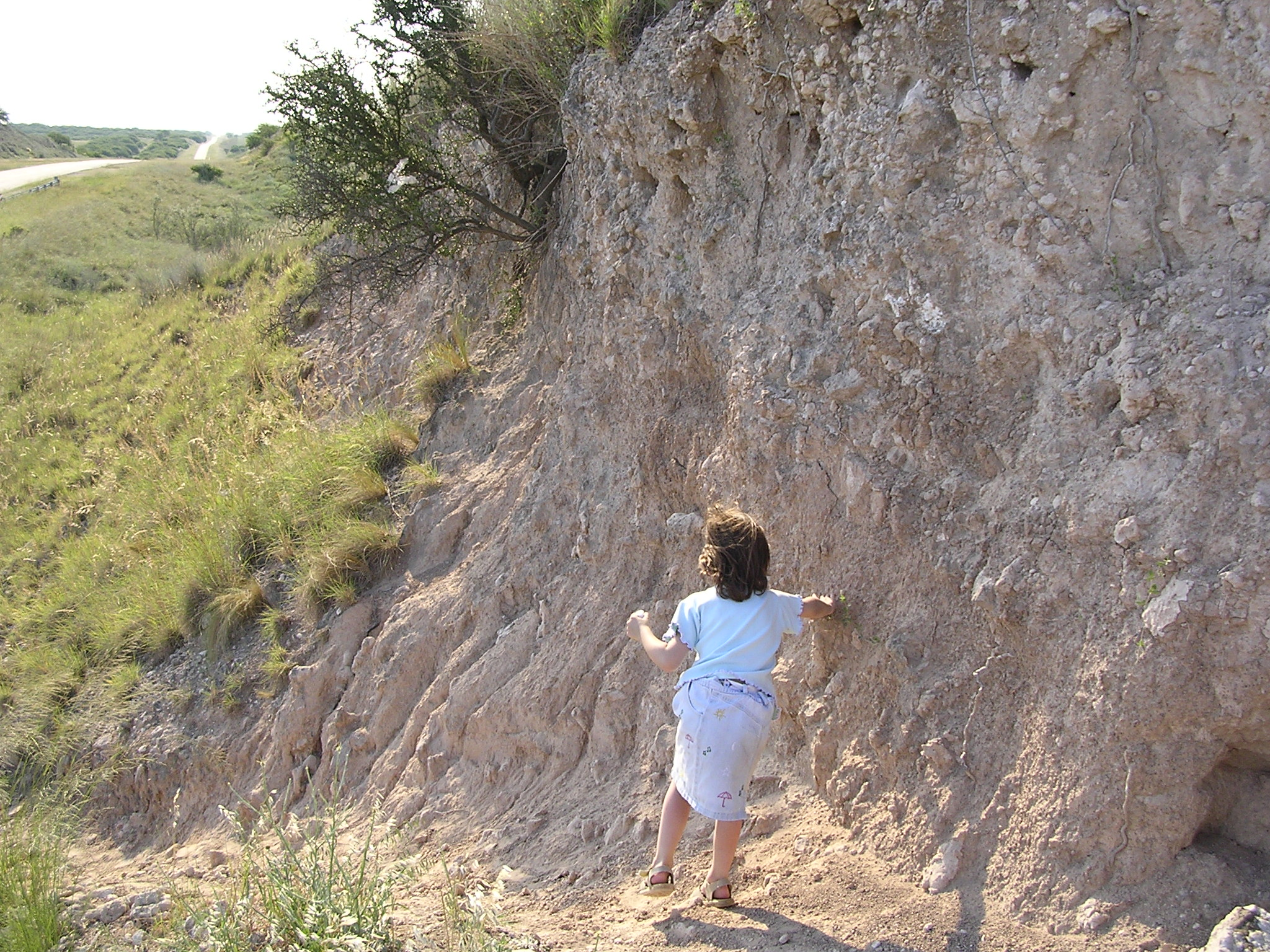
Лёсс в Патагонии, Аргентина

Термин «лёсс» был введён в научную литературу в 1823 году Карлом Цезарем фон Леонгардом.
О происхождении лёсса идёт дискуссия на протяжении более полутора веков. Его связывали с деятельностью ветра, дождевых и талых снеговых или глетчерных вод, почвообразованием, выветриванием или периодическим промерзанием материнской породы,  осадкообразованием в реках, озёрах и морях.
Различают лёсс «холодный» (со следами ископаемой мерзлоты) и «тёплый».

## Состав и структура
По своему составу лёсс относится обычно к алевритам и алевритистым суглинкам, реже к супесям. Крупные частицы в лёссе состоят преимущественно из кварца и полевого шпата, в меньшем количестве — из слюд, роговой обманки и т. д. В отдельных прослоях изобилуют зёрна вулканического пепла, переносившегося ветром на сотни километров от места извержения. Тонкие частицы в лёссе состоят из различных глинистых минералов (гидрослюда, каолинит, монтмориллонит).
В лёссе иногда встречаются известковистые конкреции, раковины наземных моллюсков и кости млекопитающих, особенно грызунов и мамонта.
Дисперсный состав (гранулометрия):
- В лёссе преобладают частицы 0,002—0,05 мм (пылеватые частицы); глинистые частицы менее 0,002 мм присутствуют в количестве 5—30 %; некоторое количество частиц 0,01—0,05 мм представлено агрегатами, образовавшимися при коагуляции коллоидной части породы.
- Пористость лёсса 40—55 %. Обычно он пронизан тонкими канальцами (макропорами, следами растительных остатков).

## Распространение

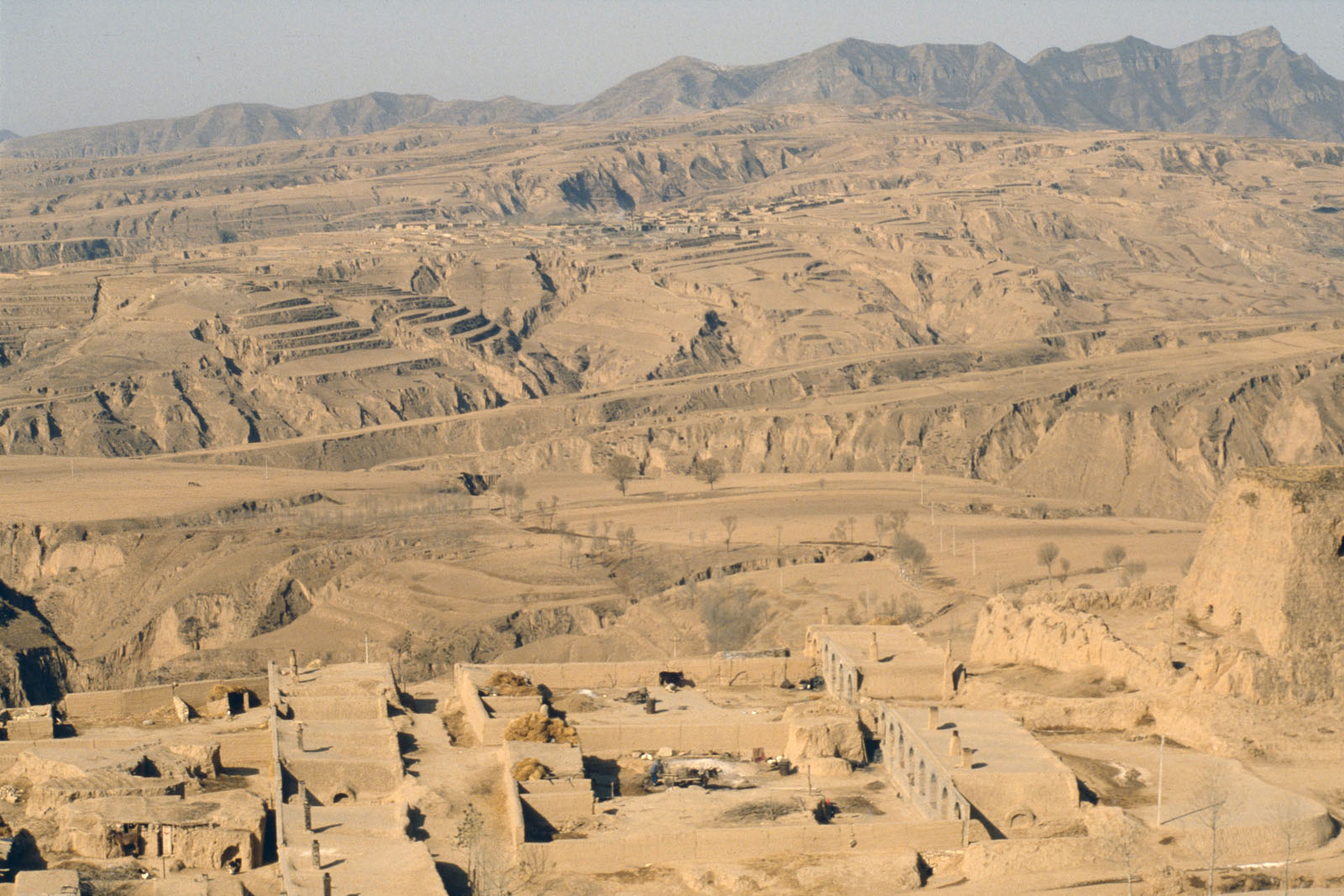
Лёсс в провинции Шаньси, Китай

Лёсс распространён в Европе, Азии, Северной и Южной Америке, преимущественно в степных и полупустынных районах умеренного пояса.
Лёсс является материнской породой чернозёмных и серозёмных почв. Он используется для изготовления кирпича («сырец», «саман») и цемента, для отсыпки тела дамб и плотин. После увлажнения лёсс под давлением собственного веса или веса сооружений часто уплотняется, происходят просадки грунта, что может вызывать аварии сооружений.
Некоторые учёные считают лёсс особым типом почвы.

## Происхождение
Вопрос о происхождении лёсса ещё не получил общепринятого решения. Его образование связывали с различными геологическими процессами (на суше — с деятельностью ветра, дождевых и талых снеговых вод, почвообразованием и выветриванием, вулканизмом, осаждением космической пыли, осадкообразованием в озёрах и морях) и стадиями породообразования.
В. Т. Трофимов выделяет две группы образования лёссов: сингенетическую и эпигенетическую. К первой он относит эоловую гипотезу (Н. Я. Денисов), а ко второй аллювиальную или водного происхождения и связанную с гипергенной природой просадочности (А. В. Минервин).
В 1877 году немецкий учёный Ф. Рихтгофен предложил гипотезу субаэрального (при ограниченной роли воды) происхождения китайского лёсса.
Популярны теории эолового (В. А. Обручев), почвенного (Л. С. Берг), ледникового (Л. Ван Вервеке) и комплексного (эоловые, делювиальные и почвенно-элювиальные процессы в засушливом климате) происхождения лёсса.
- Эоловая гипотеза — основана Ф. Рихтгофеном. Её главная идея — образование массивов из неувлажненной пыли, которая при переносе ветром из-за трения частиц приобретала электростатический заряд. Оседая, элементы одноимённых зарядов отталкивались и уплотнялись с незаряженными или слабозаряженными элементами, чем характеризуется свойство значительной механической прочности грунтов.
- Гипотеза водного происхождения — описывает процесс переноса и отложения минералов, но не отвечает на главный вопрос: формирование лёссовых грунтов.
- Почвенно-элювиальная гипотеза — гласит, что процесс накопления минералов может происходить любым путём, а формирование свойств происходит вследствие выветривания и почвообразования.

Академик В. А. Обручев отстаивал эоловую теорию, в 1953 году писал:

Вы правы, что теперь главная опасность для эоловой теории не надуманная теория Л. С. Берга, а увлечение среднеазиатскими геологами аквальной теорией Скворцова; доклады и прения в этом томе большею частью сделаны защитниками этой теории, которая развилась особенно в Средней Азии потому, что там условия изучения отложений лёсса особенно сложные, слишком близко соприкасаются поля выветривания и образования лёссовой пыли с молодыми горными цепями и их ледниками, слишком тесно соседство отложений неслоистого чисто эолового лёсса и разновидностей водно-эоловых суглинков, отложенных при большем или меньшем участии воды, слишком во многих местах эоловая пыль падает прямо в воду, или на террасы и другие места, куда во время её выпадения попадает и вода. А местные геологи не научились строго разбираться в условиях отложения и склонны приписывать воде больше значения, чем она имела. В ледниковые эпохи вода также имела больше влияния на образование отложений и на горизонтальных, и на вертикальных разрезах и сбивает наблюдателей с толку.